# Ölman
Ölman är ett vattendrag som mynnar i Vänern väster om Kristinehamn i Värmland. Den rödlistade fiskarten asp leker i ån om vårarna.
Ölman, tillsammans med Sorkan, mynnar i Ölmeviken. Åarna avvattnar jordbruksmarkerna norr om viken vilket har medfört att denna del av Vänern nu är övergödd.